# Dadamtu (sockenhuvudort i Kina, Xinjiang Uygur Zizhiqu, lat 43,98, long 81,31)
Dadamtu (kinesiska: 达达木图, 达达木图乡) är en sockenhuvudort i Kina. Den ligger i den autonoma regionen Xinjiang, i den nordvästra delen av landet, omkring 500 kilometer väster om regionhuvudstaden Ürümqi. Antalet invånare är 36 572. Befolkningen består av 16 467 kvinnor och 20 105 män. Barn under 15 år utgör 22,0 %, vuxna 15-64 år 72 %, och äldre över 65 år 4,0 %.
Runt Dadamtu är det ganska glesbefolkat, med 36 invånare per kvadratkilometer. Närmaste större samhälle är Yili, 9,4 km söder om Dadamtu. Trakten runt Dadamtu består i huvudsak av gräsmarker.
Genomsnittlig årsnederbörd är 469 millimeter. Den regnigaste månaden är augusti, med i genomsnitt 53 mm nederbörd, och den torraste är mars, med 18 mm nederbörd.